# Eustegasta lepida
Eustegasta lepida är en kackerlacksart som beskrevs av Henri Saussure och Leo Zehntner 1895. Eustegasta lepida ingår i släktet Eustegasta och familjen jättekackerlackor.
Artens utbredningsområde är Madagaskar. Inga underarter finns listade i Catalogue of Life.